# Teodorovac
Teodorovac falu Horvátországban, Eszék-Baranya megyében. Közigazgatásilag Gyurgyenováchoz tartozik.

## Fekvése
Eszéktől légvonalban 46, közúton 60 km-re nyugatra, Nekcsétől légvonalban 7, közúton 9 km-re északra, községközpontjától 2 km-re északkeletre, a Szlavóniai-síkságon, a Bukovik-patak partján fekszik.

## Története
A falu a 19. század végén keletkezett a Pejácsevich család nekcsei uradalmán. Nevét akkori uráról gróf Pejácsevich Tivadarról kapta. A településnek 1900-ban 71, 1910-ben 62 lakosa volt. Verőce vármegye Nekcsei járásához tartozott. Az 1910-es népszámlálás adatai szerint lakosságának 56%-a magyar, 34%-a horvát, 10%-a német anyanyelvű volt. Az első világháború után 1918-ban az új szerb-horvát-szlovén állam, majd később (1929-ben) Jugoszlávia része lett. A magyar és német lakosságot a második világháború idején a partizánok elüldözték. Helyükre a háború után az ország más vidékeiről horvátok és szerbek települtek. 1991-ben lakosságának 67%-a horvát, 29%-a szerb nemzetiségű volt. 2011-ben 77 lakosa volt.

## Lakossága
| Lakosság változása | Lakosság változása | Lakosság változása | Lakosság változása | Lakosság változása | Lakosság változása | Lakosság változása | Lakosság változása | Lakosság változása | Lakosság változása | Lakosság változása | Lakosság változása | Lakosság változása | Lakosság változása | Lakosság változása | Lakosság változása |
| ------------------ | ------------------ | ------------------ | ------------------ | ------------------ | ------------------ | ------------------ | ------------------ | ------------------ | ------------------ | ------------------ | ------------------ | ------------------ | ------------------ | ------------------ | ------------------ |
| 1857               | 1869               | 1880               | 1890               | 1900               | 1910               | 1921               | 1931               | 1948               | 1953               | 1961               | 1971               | 1981               | 1991               | 2001               | 2011               |
| 0                  | 0                  | 0                  | 0                  | 71                 | 62                 | 4                  | 104                | 176                | 182                | 161                | 113                | 116                | 98                 | 88                 | 77                 |

## Nevezetességei
Keresztelő Szent János tiszteletére szentelt római katolikus kápolnája a gyurgyenováci Szent József plébánia filiája.

## Oktatás
A település tanulói a gyurgyenováci J. J. Strossmayer elemi iskolába járnak.